# Ligne Tsugaru
La ligne Tsugaru (津軽線, Tsugaru-sen) est une ligne ferroviaire de la compagnie JR East située au nord de l'île de Honshū au Japon. Elle relie la gare d'Aomori à la gare de Mimmaya. Avant l'ouverture de la ligne Shinkansen Hokkaidō en 2016, la portion comprise entre Aomori et Naka-Oguni faisait partie de la ligne Tsugaru-Kaikyō. La ligne était donc un lieu de passage des trains reliant l'île de Honshū à l'île de Hokkaidō.

## Histoire
- 1951 : ouverture entre Aomori et Kanita par la JNR
- 1958 : prolongement de Kanita à Miyumaya (actuel Mimmaya)
- 1987 : transfert de la ligne à JR East à la suite de la privatisation de la JNR
- 1988 : avec l'ouverture du tunnel du Seikan, la ligne devient le lieu de passage des trains reliant l'île de Honshū à l'île de Hokkaidō
- 2016 : avec la mise en service de la ligne Shinkansen Hokkaidō, les trains de passagers entre l'île de Honshū et l'île de Hokkaidō sont supprimés
- 2022 : La section Kanita - Mimmaya est fermée à la suite de fortes pluies qui ont endommagé la ligne.

## Caractéristiques

### Ligne
- longueur : 55,8 km
- écartement des voies : 1 067 mm
- nombre de voies : 1
- électrification : courant alternatif 20 000 V - 50 Hz entre Aomori et Naka-Oguni
- vitesse maximale :
  - 100 km/h entre Aomori et Naka-Oguni
  - 85 km/h entre Naka-Oguni et Mimmaya

### Tracé
|  |

### Services et interconnexions

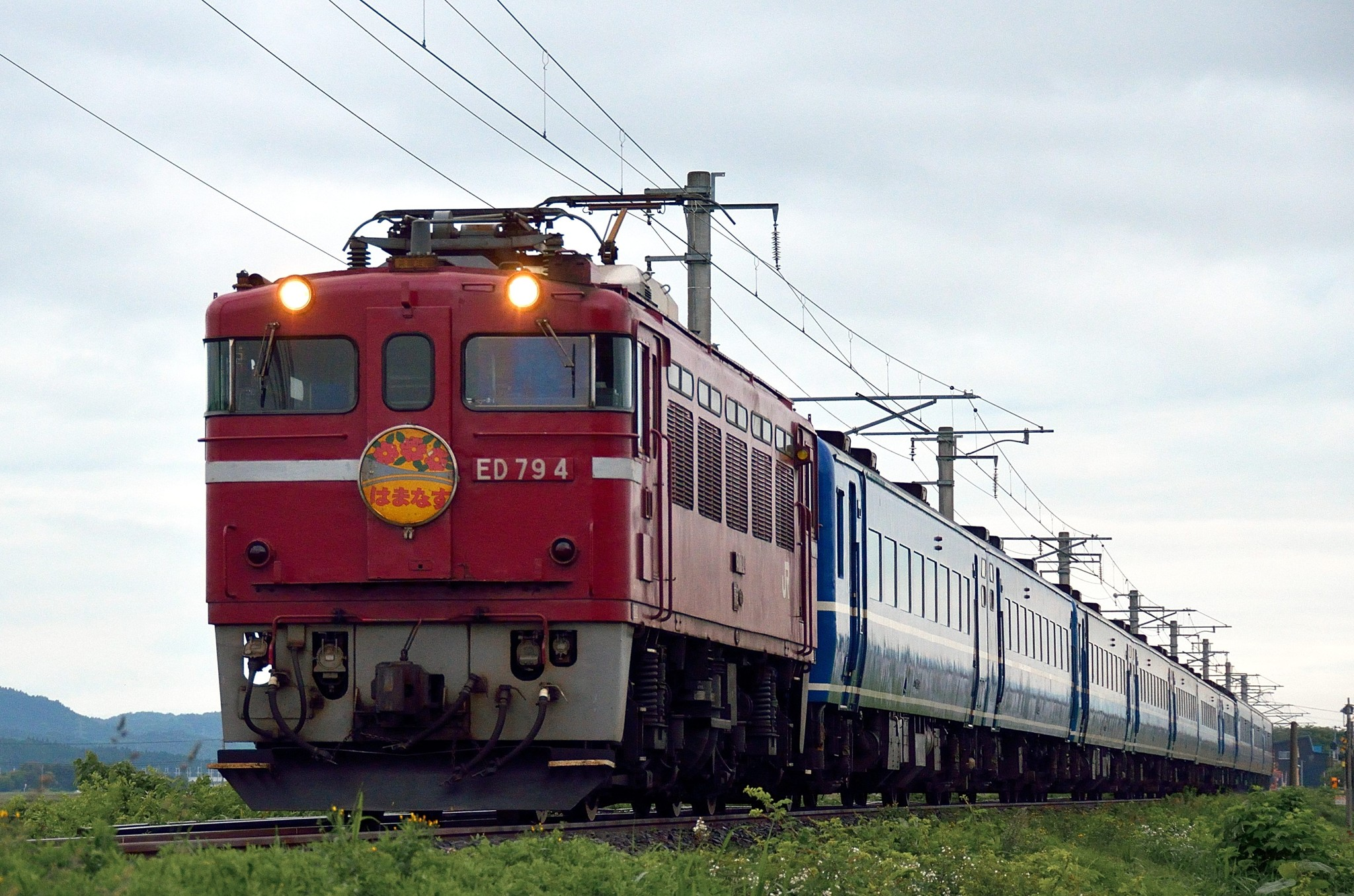
Le train Hanamasu supprimé en 2016

De 1988 à 2016, la section comprise entre Aomori et Naka-Oguni faisait partie de la ligne Tsugaru-Kaikyō, ligne permettant de relier Aomori sur l'île de Honshū et Hakodate sur l'île de Hokkaidō via le tunnel du Seikan. En plus des services omnibus propres à la ligne, de nombreux trains transitaient donc par la ligne (voir détail sur ligne Kaikyō).
Depuis 2016 et l'ouverture de la ligne Shinkansen Hokkaidō, les trains de passagers reliant Honshū et Hokkaidō ont été supprimés. La ligne est aujourd'hui desservie uniquement par des trains locaux (omnibus) ainsi que par des trains de fret continuant de relier Honshū et Hokkaidō.

### Liste des gares
| Gare             | Nom japonais | Distance (km) | Correspondances                                                                           | Localisation | Localisation        |
| ---------------- | ------------ | ------------- | ----------------------------------------------------------------------------------------- | ------------ | ------------------- |
| Aomori           | 青森         | 0             | JR East : Ōu Aoimori Railway : Aoimori Railway                                            | Aomori       | Préfecture d'Aomori |
| Aburakawa (ja)   | 油川         | 6,0           |                                                                                           | Aomori       | Préfecture d'Aomori |
| Tsugaru-Miyata   | 津軽宮田     | 9,7           |                                                                                           | Aomori       | Préfecture d'Aomori |
| Okunai           | 奥内         | 11,5          |                                                                                           | Aomori       | Préfecture d'Aomori |
| Hidariseki       | 左堰         | 13,1          |                                                                                           | Aomori       | Préfecture d'Aomori |
| Ushirogata       | 後潟         | 14,7          |                                                                                           | Aomori       | Préfecture d'Aomori |
| Nakasawa         | 中沢         | 16,8          |                                                                                           | Aomori       | Préfecture d'Aomori |
| Yomogita         | 蓬田         | 19,1          |                                                                                           | Yomogita     | Préfecture d'Aomori |
| Gōsawa           | 郷沢         | 21,1          |                                                                                           | Yomogita     | Préfecture d'Aomori |
| Seheji           | 瀬辺地       | 23,4          |                                                                                           | Yomogita     | Préfecture d'Aomori |
| Kanita           | 蟹田         | 27,0          |                                                                                           | Sotogahama   | Préfecture d'Aomori |
| Naka-Oguni       | 中小国       | 31,4          | JR Hokkaido : Kaikyō                                                                      | Sotogahama   | Préfecture d'Aomori |
| Ōdai             | 大平         | 35,0          |                                                                                           | Sotogahama   | Préfecture d'Aomori |
| Tsugaru-Futamata | 津軽二股     | 46,6          | JR Hokkaido : Shinkansen Hokkaidō (à Okutsugaru-Imabetsu), Kaikyō (à Okutsugaru-Imabetsu) | Imabetsu     | Préfecture d'Aomori |
| Ōkawadai         | 大川平       | 48,6          |                                                                                           | Imabetsu     | Préfecture d'Aomori |
| Imabetsu         | 今別         | 51,0          |                                                                                           | Imabetsu     | Préfecture d'Aomori |
| Tsugaru-Hamana   | 津軽浜名     | 52,7          |                                                                                           | Imabetsu     | Préfecture d'Aomori |
| Mimmaya          | 三厩         | 55,8          |                                                                                           | Sotogahama   | Préfecture d'Aomori |

## Matériel roulant
La ligne est parcourue par des rames séries 701 et GV-E400.
Avant 2016, des trains reliant Honshū et Hokkaidō circulaient également sur la ligne (voir détail sur ligne Kaikyō).

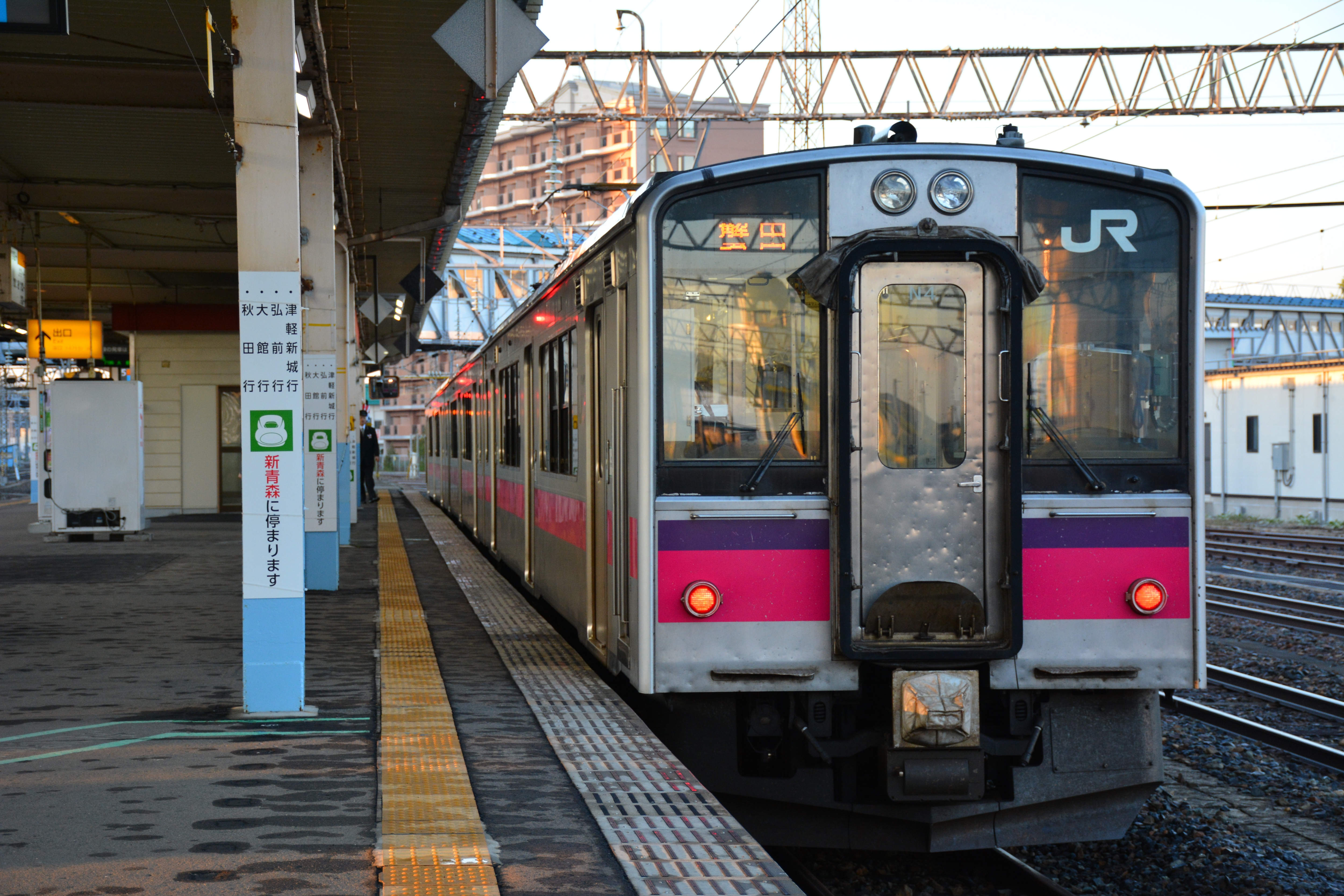
Série 701
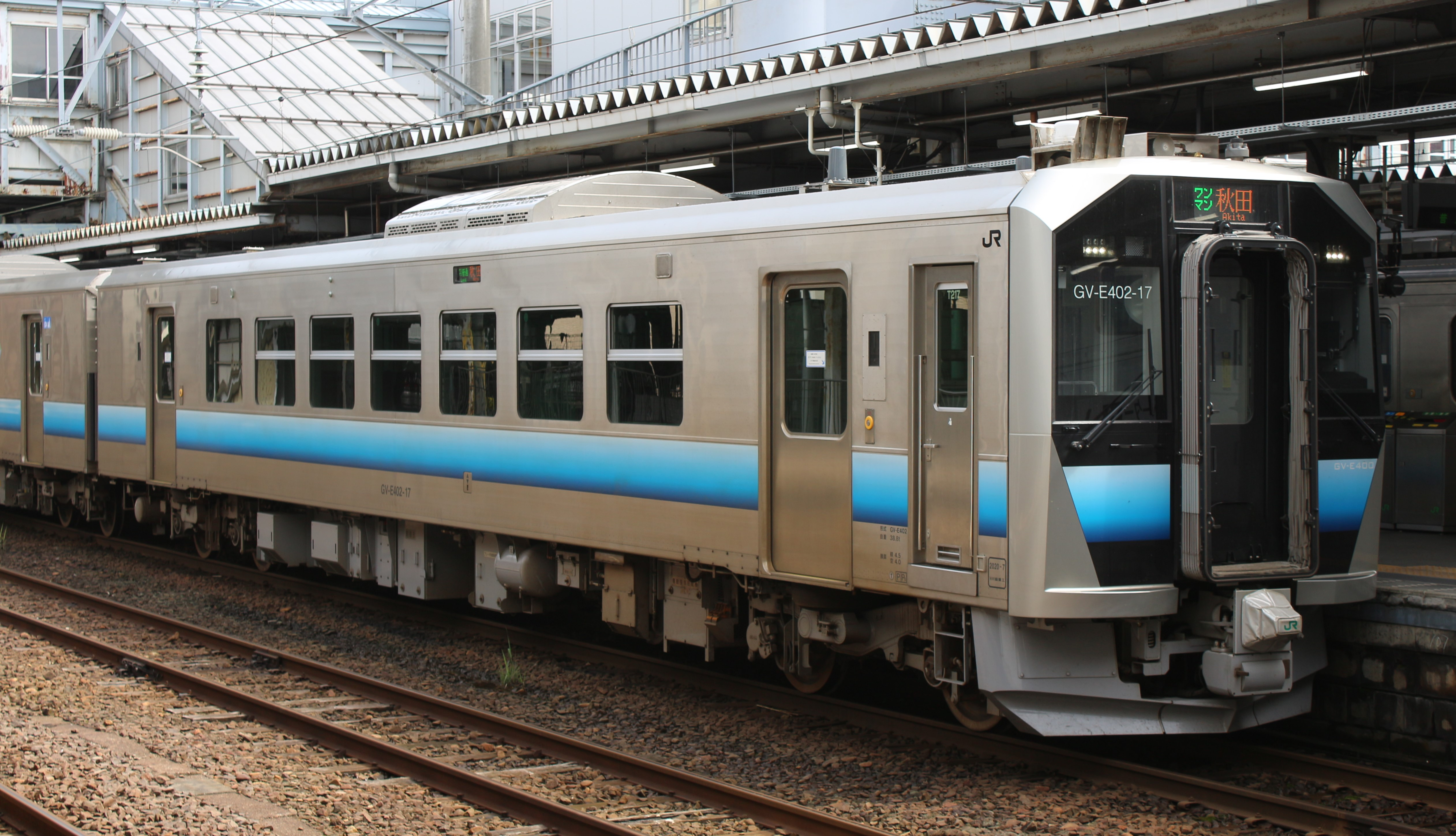
Série GV-E400